# Сейткалі
Сейтка́лі (каз. Сейітқали) — село у складі Бокейординського району Західноказахстанської області Казахстану. Входить до складу Ординського сільського округу.
Населення — 220 осіб (2021; 479 у 2009, 841 у 1999, 487 у 1989).